# Hexentric

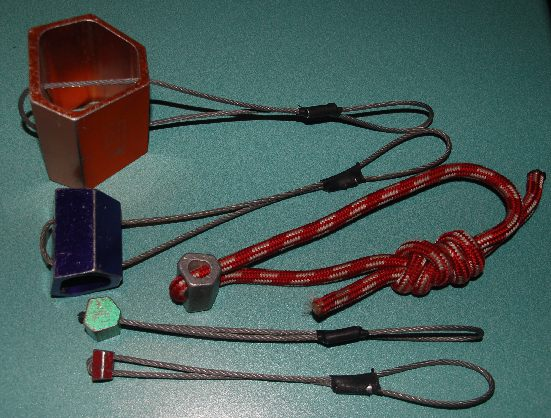
Olika typer av Hexcentrics

Hexendric är ett redskap vid bergsklättring, är en sexhörning med sex olika stora sidor vilket gör att varje storlek passar i fler sprickor. Vid belastning vrids hexentricen (eller "Hexan" som den ofta kallas) och på så sätt klämmer den fast sig i sprickorna.
Ett alternativ till sexhörningen är kamkilen.